# Tsebona macrantha
Tsebona macrantha är en tvåhjärtbladig växtart som beskrevs av René Paul Raymond Capuron. Tsebona macrantha ingår i släktet Tsebona och familjen Sapotaceae. Inga underarter finns listade i Catalogue of Life.